# 박용대
박용대(朴容大, 1849년 5월 26일 ~ 1927년 2월 19일)는 조선의 관료이며 일제강점기에 조선귀족 작위를 받았다. 자는 성기(聖器), 본관은 밀양이다.

## 생애
박용대는 조선 헌종과 조선 철종 때 고위직을 지낸 박승휘의 손자로 명문가 출생이다. 1869년 과거에 급제하여 홍문관 등에서 벼슬을 했으며, 1886년에 이조참판, 1887년에는 호조참판에 올랐다.
1894년, 갑오경장 때 개화파의 일원으로 참가했고, 1905년에는 법부대신이 되었으며, 1910년에는 한일 병합 조약 체결 후 일본 정부가 내린 남작위를 수여 받았다.
백과사전인 《문헌비고(文獻備考)》를 증보하는 5년간의 작업 끝에 1908년 《증보문헌비고》라는 이름으로 간행한 바 있다. 그의 작위는 장남 박경원이 습작했다.그의 분파는 규정공파이다.
묘소는 경기도 양주시 덕정리에 있다.

## 가족 관계
- 할아버지 : 박승휘(朴承輝) - 이조판서(吏曹判書) 문정공(文貞公)
- 아버지 : 박세병(朴世秉) - 공조참의(工曹參議)
- 어머니 : 이병현(李秉顯)의 딸 - 광주 이씨
- 아들 : 박경원(朴經遠)
- 손자 : 박상찬(朴商贊)

## 참고 자료
- 박용대(朴容大) - 한국학중앙연구원